# Histaminski H2 receptor
H2 receptori su pozitivno spregnut sa adenilat ciklazom preko . H2 receptor je potentan stimulans cAMP produkcije. On povišava intraćelijske 2+ koncentracije i oslobađanje Ca2+ iz intraćelijskih zaliha. Lek betazol je primer agonista histaminskog H2 receptora.

## Funkcija
Histamin je sveprisutni molekulski glasnik koji se otpušta iz mastocita, enterohromafino podobnih ćelija, i neurona. Njegova dejstva su posredovana histaminskim receptorima H1, H2, H3 i H4. Histaminski receptor H2 pripada rodopsinu sličnoj familiji G protein spregnutih receptora. On je integralni membranski protein koji stimuliše sekreciju želudačne kiseline. On takođe reguliše gastrointestinalnu motilnost i intestinalnu sekreciju. Smatra se da učestvuje u regulaciji ćelijskog rasta i diferencijacije.

## Tkivna distribucija
- Želudačne parietalne ćelije
- Vaskularni glatki mišići
- Neutrofili
- Centralni nervni sistem
- Srce
- Materica

## Literatura
- Hill SJ; Ganellin CR; Timmerman H;  . (1997). „International Union of Pharmacology. XIII. Classification of histamine receptors”. Pharmacol. Rev. 49 (3): 253—78. PMID 9311023.
- Del Valle J, Gantz I (1997). „Novel insights into histamine H2 receptor biology”. Am. J. Physiol. 273 (5 Pt 1): G987—96. PMID 9374694.
- Gantz I; Munzert G; Tashiro T;  . (1991). „Molecular cloning of the human histamine H2 receptor”. Biochem. Biophys. Res. Commun. 178 (3): 1386—92. PMID 1714721. doi:10.1016/0006-291X(91)91047-G.
- Vannier E, Dinarello CA (1994). „Histamine enhances interleukin (IL)-1-induced IL-6 gene expression and protein synthesis via H2 receptors in peripheral blood mononuclear cells”. J. Biol. Chem. 269 (13): 9952—6. PMID 7511596.
- Smit MJ; Timmerman H; Alewijnse AE;  . (1995). „Visualization of agonist-induced internalization of histamine H2 receptors”. Biochem. Biophys. Res. Commun. 214 (3): 1138—45. PMID 7575521. doi:10.1006/bbrc.1995.2404.
- Nishi T; Koike T; Oka T;  . (1995). „Identification of the promoter region of the human histamine H2-receptor gene”. Biochem. Biophys. Res. Commun. 210 (2): 616—23. PMID 7755641. doi:10.1006/bbrc.1995.1703.
- Traiffort E; Vizuete ML; Tardivel-Lacombe J;  . (1995). „The guinea pig histamine H2 receptor: gene cloning, tissue expression and chromosomal localization of its human counterpart”. Biochem. Biophys. Res. Commun. 211 (2): 570—7. PMID 7794271. doi:10.1006/bbrc.1995.1851.
- Orange PR, Heath PR, Wright SR, Pearson RC (1996). „Allelic variations of the human histamine H2 receptor gene”. Neuroreport. 7 (7): 1293—6. PMID 8817552. doi:10.1097/00001756-199605170-00015.
- Elenkov IJ; Webster E; Papanicolaou DA;  . (1998). „Histamine potently suppresses human IL-12 and stimulates IL-10 production via H2 receptors”. J. Immunol. 161 (5): 2586—93. PMID 9725260.
- Murakami H; Sun-Wada GH; Matsumoto M;  . (1999). „Human histamine H2 receptor gene: multiple transcription initiation and tissue-specific expression”. FEBS Lett. 451 (3): 327—31. PMID 10371214. doi:10.1016/S0014-5793(99)00618-3.
- Wang LD; Wang M; Todisco A;  . (2000). „The human histamine H(2) receptor regulates c-jun and c-fos in a differential manner”. Am. J. Physiol., Cell Physiol. 278 (6): C1246—55. PMID 10837353.
- Suh BC; Lee H; Jun DJ;  . (2001). „Inhibition of H2 histamine receptor-mediated cation channel opening by protein kinase C in human promyelocytic cells”. J. Immunol. 167 (3): 1663—71. PMID 11466390.
- Brew OB, Sullivan MH (2002). „Localisation of mRNAs for diamine oxidase and histamine receptors H1 and H2, at the feto-maternal interface of human pregnancy”. Inflamm. Res. 50 (9): 449—52. PMID 11603849. doi:10.1007/PL00000269.
- Shayo C; Fernandez N; Legnazzi BL;  . (2001). „Histamine H2 receptor desensitization: involvement of a select array of G protein-coupled receptor kinases”. Mol. Pharmacol. 60 (5): 1049—56. PMID 11641433.
- Tanimoto A; Murata Y; Nomaguchi M;  . (2001). „Histamine increases the expression of LOX-1 via H2 receptor in human monocytic THP-1 cells”. FEBS Lett. 508 (3): 345—9. PMID 11728449. doi:10.1016/S0014-5793(01)03073-3.
- Gutzmer R; Langer K; Lisewski M;  . (2002). „Expression and function of histamine receptors 1 and 2 on human monocyte-derived dendritic cells”. J. Allergy Clin. Immunol. 109 (3): 524—31. PMID 11898002. doi:10.1067/mai.2002.121944.
- Strausberg RL; Feingold EA; Grouse LH;  . (2003). „Generation and initial analysis of more than 15,000 full-length human and mouse cDNA sequences”. Proc. Natl. Acad. Sci. U.S.A. 99 (26): 16899—903. PMC 139241 . PMID 12477932. doi:10.1073/pnas.242603899.
- Esbenshade TA; Kang CH; Krueger KM;  . (2003). „Differential activation of dual signaling responses by human H1 and H2 histamine receptors”. J. Recept. Signal Transduct. Res. 23 (1): 17—31. PMID 12680587. doi:10.1081/RRS-120018758.

## Spoljašnje veze
- „Histamine Receptors: H2”. IUPHAR Database of Receptors and Ion Channels. International Union of Basic and Clinical Pharmacology. Архивирано из оригинала 25. 12. 2013. г.
- H2+receptors на 